# Крылово (Вельский район)
Крылово — деревня в Вельском районе Архангельской области. Входит в состав Муниципального образования «Пежемское».

## География
Деревня расположена в 23,5 километрах на юго-запад от города Вельска , на левом берегу реки Пежма притока Ваги. Ближайшие населённые пункты: на юго-востоке село Пежма, являющееся административным центром муниципального образования.
Часовой пояс
Крылово, как и вся Архангельская область, находится в часовой зоне МСК (московское время). Смещение применяемого времени относительно UTC составляет +3:00.

## Население
| 2002 | 2010 | 2012 | 2014 |
| ---- | ---- | ---- | ---- |
| 18   | ↘10  | ↘5   | →5   |

## История
Указана в «Списке населённых мест по сведениям 1859 года» в составе Вельского уезда Вологодской губернии как две деревни: под номером «2172» как «Мокiевское(Крылово)», насчитывающая 19 дворов, 58 жителей мужского пола и 56 женского и под номером «2173» как «Аѳонино(Крылово)» с 7 дворами, 30 жителями мужского пола и 40 женского .
В материалах оценочно-статистического исследования земель Вельского уезда упомянуто, что в 1900 году в административном отношении деревня входила в состав Богоявленского сельского общества Никифоровской волости. На момент переписи в селении Мокiевское(Крыловская) находилось 33 хозяйства, в которых проживало 101 житель мужского пола и 90 женского.